# Список музеев Баку
В статье представлены музеи столицы Азербайджана

## Список
| №  | Музей                                                                 | Адрес                                                       | Дата создания | Фото |
| -- | --------------------------------------------------------------------- | ----------------------------------------------------------- | --- | ---- |
| 1  | Дом-музей Абдуллы Шаига                                               | ул. А. Шаига, 21 Официальный сайт                           | Основан в 1990 году сыном поэта в доме, где жил поэт с 1919 по 1956 год                                                                                      |      |
| 2  | Музей археологии и этнографии (Баку)                                  | Ичери-шехер, ул. Бёюк Гала, 42                              | 1976 |      |
| 3  | Азербайджанский Государственный музей истории и религии               | пр. Нефтчиляр, 96 123A                                      | Основан в 1967 году под названием Исторический музей атеизма. Переименован в 1990 году.                                                                      |      |
| 4  | Азербайджанский Государственный музей сельского хозяйства             | Дарнагюльское шоссе, 30/97                                  | 1924 |      |
| 5  | Азербайджанский музей геологии                                        | ул. Исмаила Куткашенлы, 95 5                                | 1972 |      |
| 6  | Музей независимости (Баку)                                            | Николаевская улица, 8                                       | Создан 7 декабря 1919 года в АДР. Был ликвидирован в 1920 году. Восстановлен в 1991 году                                                                     |      |
| 7  | Национальный музей искусств Азербайджана                              | ул. Ниязи, 9/11                                             | Основан в 1936 году. В 1943 получил имя Рустама Мустафаева.                                                                                                  |      |
| 8  | Центр миниатюрного искусства                                          | ул. Гяср, 15                                                | |      |
| 9  | Музей народного образования в Баку                                    | ул. Ниязи, 9-11                                             | 1932 |      |
| 10 | Национальный музей истории Азербайджана                               | ул. Г. З. Тагиева, 4                                        | Основан в 1920 году. В 2005 году музею присвоен статус национального                                                                                         |      |
| 11 | Дом-музей Бюль-бюля                                                   | пр. Бюль-Бюль, 15                                           | Создан в 1976 году в доме, где жил певец с 1937 года до своей смерти.                                                                                        |      |
| 12 | Дом-музей Джафара Джаббарлы                                           | ул. Исмаила Куткашенлы, 44 (Altes Plaza) Официальный сайт   | 1982 |      |
| 13 | Дом-музей Джалила Мадедкулизаде                                       | ул. Сулеймана Тагизаде, 56                                  | Основан в 1978 году. В 1994 году состоялось открытие музея в доме, где жил писатель с 1920 по 1932 год                                                       |      |
| 14 | Дворец ширваншахов                                                    | Ичери-шехер, ул. Гяср, 76                                   | Комплекс датируется XIII — XVI вв. В 1964 году дворцовый комплекс был объявлен музеем-заповедником. В 2000 году включён в список Всемирного наследия ЮНЕСКО. |      |
| 15 | Музей естественной истории имени Гасан-бека Зардаби                   | ул. Лермонтова, 3                                           | 1930 |      |
| 16 | Дом-музей Леопольда и Мстислава Ростроповичей                         | ул. Ростроповичей, 19 Официальный сайт                      | Основан в 1998 году в доме, где Ростроповичи проживали с 1925 по 1931 год                                                                                    |      |
| 17 | Музей азербайджанского ковра                                          | пр. Микаила Усейнова, 28 Официальный сайт                   | Основан в 1967 году. В 2014 году состоялось открытие нового здания музея.                                                                                    |      |
| 18 | Институт рукописей имени М.Фузули                                     | ул. Истиглалият, 3                                          | 1986 |      |
| 19 | Бакинский музей миниатюрных книг                                      | Ичери-шехер, 1-й Крепостной переулок, 35                    | 2002 |      |
| 20 | Дом-музей Мамеда Саида Ордубади                                       | ул. Хагани, 19                                              | Основан в 1979 году, в доме, где жил литератор с 1938 года до 1950 года. В 2010 году отреставрирован.                                                        |      |
| 21 | Азербайджанский Музей истории таможни                                 |                                                             | 2006 |      |
| 22 | Музей азербайджанской литературы имени Низами Гянджеви                | ул. Истиглалият, 53                                         | Основан в 1939 году. В 2005 году отреставрирован. |      |
| 23 | Дом-музей Наримана Нариманова                                         | ул. Истиглалият, 35 Официальный сайт                        | Основан в 1977 году в доме, где Нариманов жил с 1913 по 1918 год                                                                                             |      |
| 24 | Гобустан                                                              | ул. Лермонтова, 3 Официальный сайт                          | |      |
| 25 | Музей малакофауны Ринай                                               | Сабаильский район, ул. И. Мамедова                          | |      |
| 26 | Дом-Музей Самед Вургуна (Баку)                                        | ул. Тарлана Алиярбекова, 4 Официальный сайт                 | Основан в 1974 году. В 2011 году отреставрирован |      |
| 27 | Дом-музей Узеира Гаджибекова                                          | ул. Шамиля Азизбекова, 69/69 Официальный сайт               | Основан в 1975 году. В 2005 году отреставрирован |      |
| 28 | Дом-музей Саттара Бахлулзаде                                          | Сураханский район, посёлок Амирджаны, ул. А. Сумбатзаде, 5a | 22 мая 2014 |      |
| 29 | Дом-музей Азима Азимзаде                                              | ул. Д. Алиева, 157 Официальный сайт                         | 1968 |      |
| 30 | Азербайджанский государственный театральный музей имени Дж. Джаббарлы | пр. Нефтчиляр, 49                                           | Создан в 1934 году. Расположен в музейном центре |      |
| 31 | Азербайджанский медицинский музей                                     | ул. Н. Рафибекли, 18                                        | Основан в 1984 году. Открытие состоялось в 1986 году |      |
| 32 | Дом-музей Гусейна Джавида                                             | ул. Истиглалият, 8 Официальный сайт                         | 2002 |      |
| 33 | Дом литератора (дом-музей Мир Джалал Пашаева)                         |                                                             | Открыт в 2017 году в доме, где жил писатель в 1920—1940 годах                                                                                                |      |
| 34 | Азербайджанский государственный музей музыкальной культуры            | ул. Р. Бехбутова, 5 Официальный сайт                        | 1967 |      |
| 35 | Корабль-музей Сураханы                                                | Приморский бульвар Официальный сайт                         | 1 марта 2021 |      |
| 36 | Музей каменной летописи                                               | Площадь государственного флага                              | 8 июня 2015 |      |
| 1  | Азербайджанский железнодорожный музей                                 | Площадь Джафар Джаббарлы Официальный сайт                   | 19 ноября 2019 |      |